# 40. oklepna brigada (ZDA)
40. oklepna brigada (izvirno angleško 40th Armored Brigade) je bila oklepna brigada Kopenske vojske Združenih držav Amerike.

## Odlikovanja
- Predsedniška omemba enote
- Predsedniška omemba enote